# 祖比·多斯帕尔马雷斯
祖比·多斯帕尔马雷斯（葡萄牙語：Zumbi dos Palmares；1655年—1695年），巴西反奴隶制运动领袖，帕尔马雷斯逃奴堡联盟的末任国王。在巴西非洲裔文化中，祖比是反抗奴役和殖民的象征。